# Saint-Michel-de-Chaillol
Saint-Michel-de-Chaillol là một xã của tỉnh Hautes-Alpes, thuộc vùng Provence-Alpes-Côte d’Azur, đông nam nước Pháp.